# Georg Wilhelm Glünder

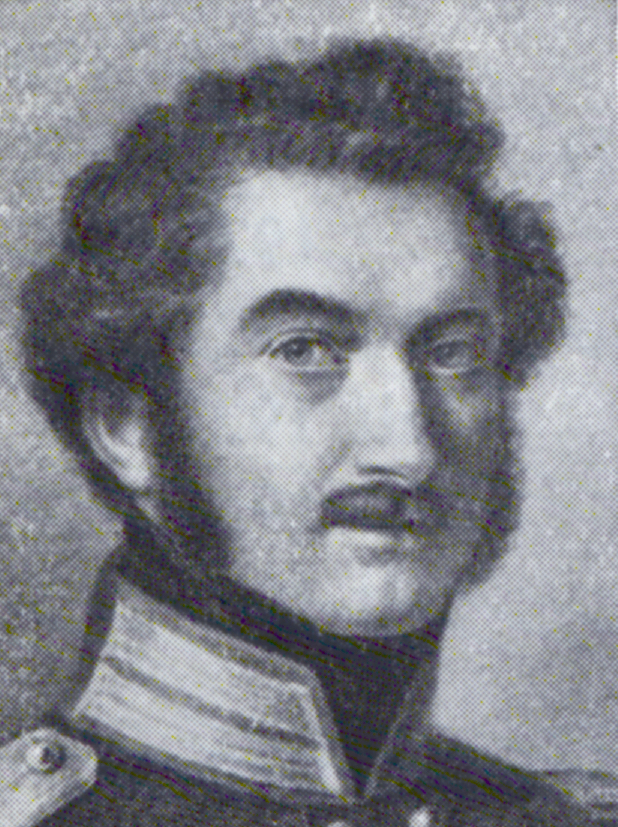
Georg Wilhelm Glünder

Georg Wilhelm Glünder, Rufname Wilhelm,  (* 24. Oktober 1799 in Hannover; † 20. August 1848 in Lippspringe) war ein deutscher Offizier, Militärschriftsteller sowie Mathematiklehrer. Neben Karl Karmarsch war er zweiter Direktor der Höheren Gewerbeschule, der Vorläuferin der heutigen Universität Hannover.

## Leben
Georg Wilhelm Glünder war der jüngere Bruder des mit dem frühen Eisenbahnbau im Königreich Hannover befassten Ingenieurhauptmanns Johann Georg Ferdinand Glünder (1796–1854).
Er besuchte bis zum 1. Mai 1814 das hannoversche Lyzeum und trat anschließend zunächst als Kanonier und Kadett der Artillerie der King’s German Legion bei. Nach der Auflösung der King’s German Legion 1816 besuchte er die Artillerieschule der hannoverschen Armee und wirkte währenddessen im Sommer 1817 mit am Nivellement zwecks Anlegung eines (nicht zur Ausführung gekommenen) Kanals zwischen der Weser und der Leine.
Nach dem Durchlaufen der verschiedenen Unteroffiziers-Ränge wurde Glünder im Mai 1818  im Alter von 19 Jahren zum Offizier ernannt und in die Garnison nach Stade versetzt. „Von dort aus“ besuchte er in den Folgejahren 1819 und 1820 die Universität Göttingen zum Studium von Mathematik, Naturwissenschaften und Astronomie.
Nach dem Studium wurde Glünder im Sommer 1821 zum Premierleutnant ernannt und zugleich Adjutant in dem Garnisons-Teil des königlichen Artillerie-Regiments, das in Hannover stationiert war. In den Wintermonaten wurde Glünder der Vortrag der Artilleriewissenschaft übertragen, hinzu kamen 1823 Vorlesungen über Physik. 1825 unternahm Glünder eine größere Reise quer durch Deutschland, und hielt seit demselben Jahr bis 1830 besondere Vorträge über den Gebrauch des kleinen Gewehres. 1830 wurde Glünder schließlich als Ritter des Guelfenordens ausgezeichnet.
Am 13. Januar 1831 wurde Georg Wilhelm Glünder zum 1. März 1831 als Hauptlehrer und zweiter Direktor an die neu errichtete Höhere Gewerbeschule in Hannover berufen und lehrte dort Elementar- und höhere Mathematik. In seiner Stellung als zweiter Direktor neben Karl Karmarsch war er zugleich Mitglied der königlichen Verwaltungskommission der Gewerbeschulen. 1835 reiste Glünder im Auftrag des königlichen Ministeriums „in Eisenbahn-Angelegenheiten“ nach Belgien und England, fünf Jahre später im Jahr 1840 aus gleicher Veranlassung nach Berlin und Sachsen.

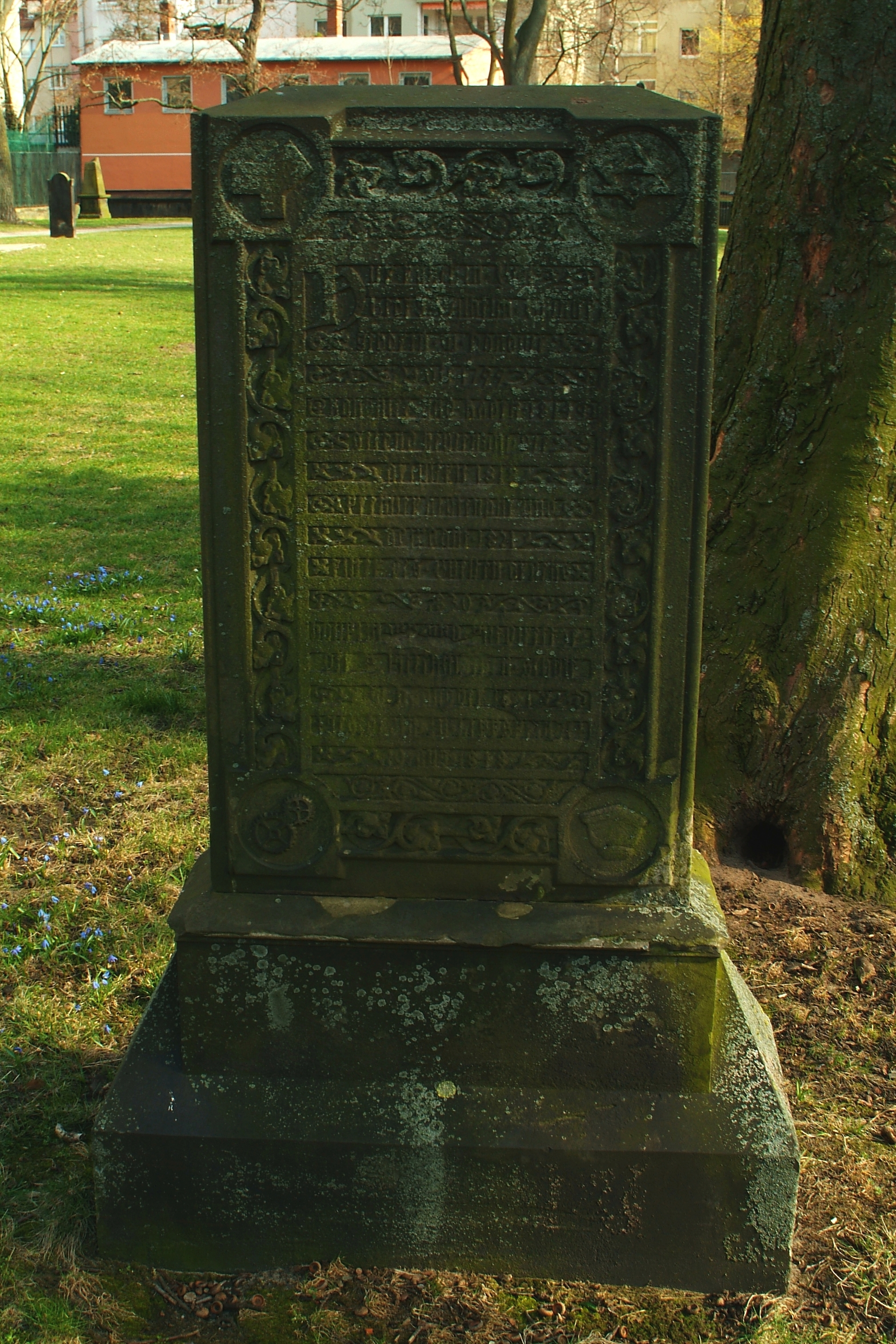
Mit Flechten bewachsenes Standmal Glünders auf dem Neustädter Friedhof in Hannover

In mittlerem Alter war es mit Glünders Gesundheit nicht mehr zum Besten gestellt; als er sich 1848 zur Genesung in Lippspringe aufhielt, starb er dort am 20. August „im Bade“. Georg Wilhelm Glünder wurde in Hannover auf dem Neustädter Friedhof bestattet; sein Standmal ist verziert mit Efeuranke, Zahnrad, Winkelmaß und Zirkel sowie mit einer geometrischen Darstellung des Satzes des Pythagoras.

## Ehrungen
- Mitglied der Königlich Schwedischen Akademie der Kriegswissenschaften in Stockholm[1]
- Mitglied der Königlichen Gesellschaft für nordische Altertumskunde in Kopenhagen[1]
- Die 1897 angelegte Glünderstraße in hannoverschen Stadtteil Nordstadt ehrt mit ihrer Namensgebung den zweiten Direktor der Polytechnischen Schule in Hannover.[5]

## Schriften
Georg Wilhelm Glünder publizierte Artikel hauptsächlich auf dem Gebiet der Militärwissenschaft. 1831 bis 1837 gab er mit Carl Jacobi das Hannoversche militairische Journal heraus, dessen Redaktion er besorgte und in dem er einige größere Artikel publizierte.
- Einrichtung und Gebrauch des kleinen Gewehres im ganzen Umfange dargestellt. Hahn, Hannover 1829 (Digitalisat)[6]
- Fuhrwerk. In: Karl Karmarsch, Friedrich Heeren: Technisches Wörterbuch oder Handbuch der Gewerbekunde, 2. Auflage, Bd. 1, Hannover 1854, S. 838–875 (Digitalisat)[1]